# Olavsklostret

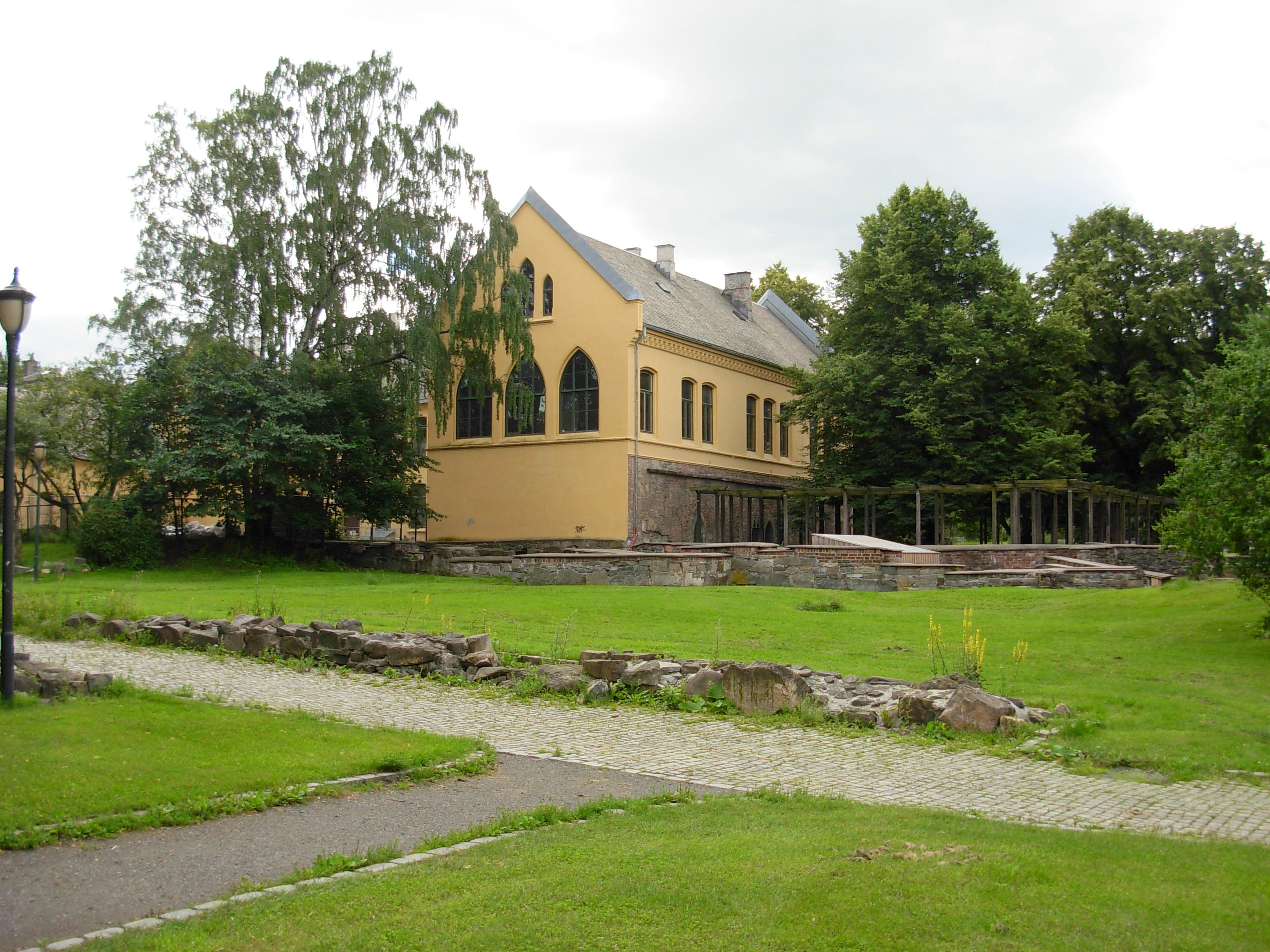
Oslo bispegård med rester av Olavsklostret

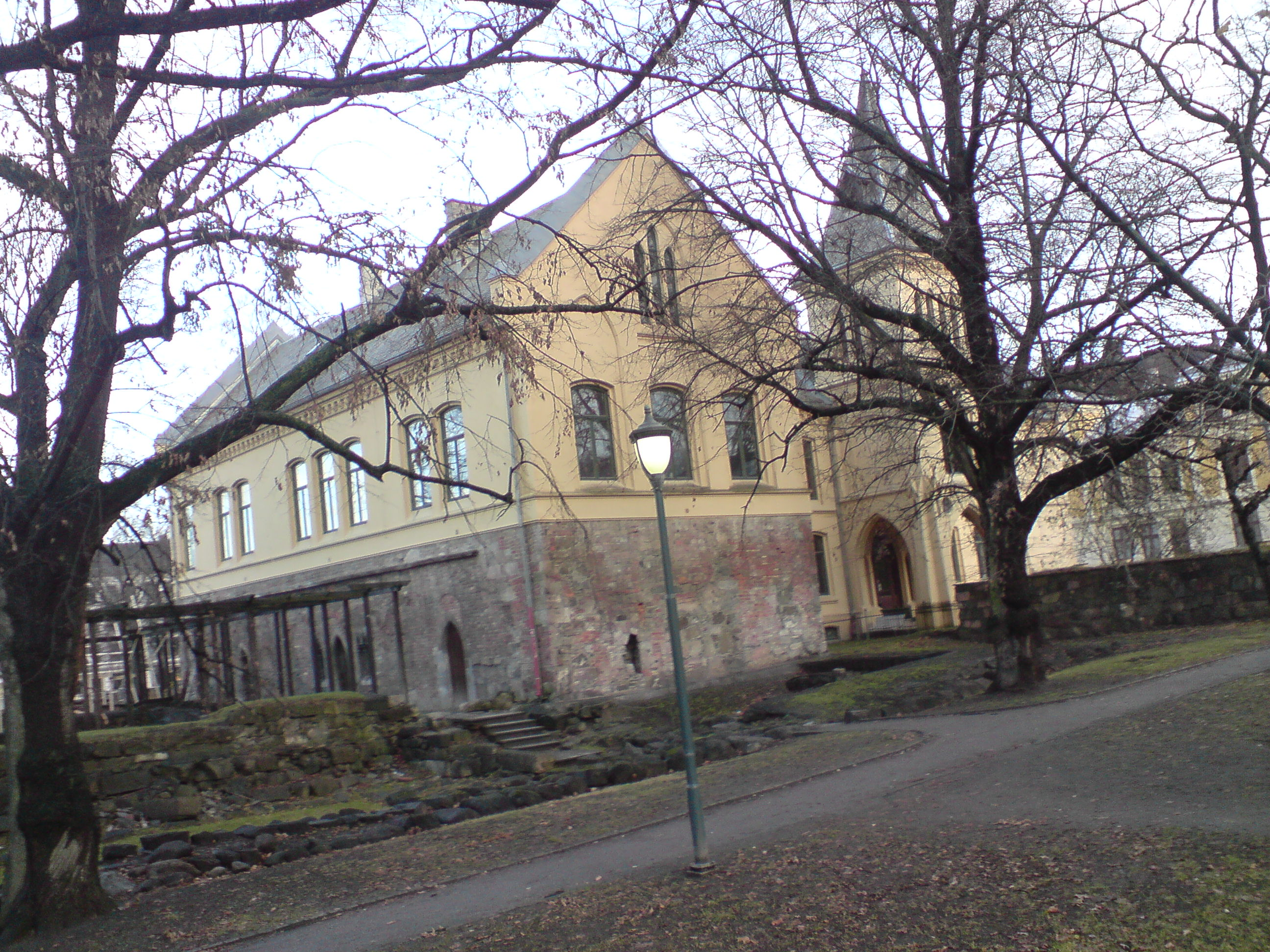
Oslo bispegård ovanpå östra klosterflygelns källare

Olavsklostret i Oslo var ett norskt dominikanerkloster under medeltiden, som låg i Medeltidsstaden. Ovanpå den tidigare östra flygelns källare ligger i dag Oslo bispegård.
Svartbrödraklostret grundades som det tredje av sammanlagt fyra kloster i Oslo, varav tre i gamla Oslo och dess närmaste omgivning: Nonneseter kloster,  Olavsklostret och Franciskanklostret, samt Hovedøya kloster på ön Hovedøya strax utanför i Oslofjorden. Den äldsta skriftliga hänvisningen till klostret är från 1240, då det nämns i berättelser om maktstrider om Oslo som "Preikargarden". Enligt Soga om Håkon Håkonsson ägde kung Håkon först Sankt Olavskirken, innan han donerade den till dominikanerna.
Konventsbyggnaderna var organiserade som en kvadratisk ihopbyggd gård med fyra flyglar. Kyrkan utgjorde den södra flygeln, och inte den norra som var det vanliga. Detta berodde sannolikt på att munkarna övertog en befintlig kyrka och att det inte fanns utrymme för att bygga ut den  åt söder, där Hallvardskatedralen låg. Klostret byggdes till att börja med i kalksten, men från slutet av 1200-talet användes tegelsten till valv i den östra flygeln. Hela anläggningen bör ha blivit färdig under första hälften av 1300-talet. Öster om kyrkan låg en kyrkogård.
De äldsta arkeologiska undersökningarna genomfördes 1865. Den södra flygeln med Olavskyrkan grävdes fram av Gerhard Fischer i samband med kulvertanläggande för järnvägen 1914–1926. De rivna västra och norra flyglarna i klosterfyrkanten kom fram vid utgrävningar 1931–1935, 1953–1974 och 1984. Murarna från kyrkan och koret demonterades och rekonstruerades ovanpå kulverten 1928–1929 och blev en integrerad del av Minneparken tillsammans med Hallvardskatedralens ruin.
Den bevarade östra flygeln har tre rum med valv, vilka inlemmats som bottenvåning i den 1883–1884 uppförda Oslo bispegård. Det mittersta och det norra rummet har sina ursprungliga ingångar från korsgången. Det norra rummet har sannolikt varit kapitelsal och det mittersta en skrivsal. I skrivsalen finns bevarade kalkmålningar, bland annat en fågelfris med osäker datering. Det södra rummet, sakristian, har numera en nyare ingång från biskopsgården.

## Bildgalleri

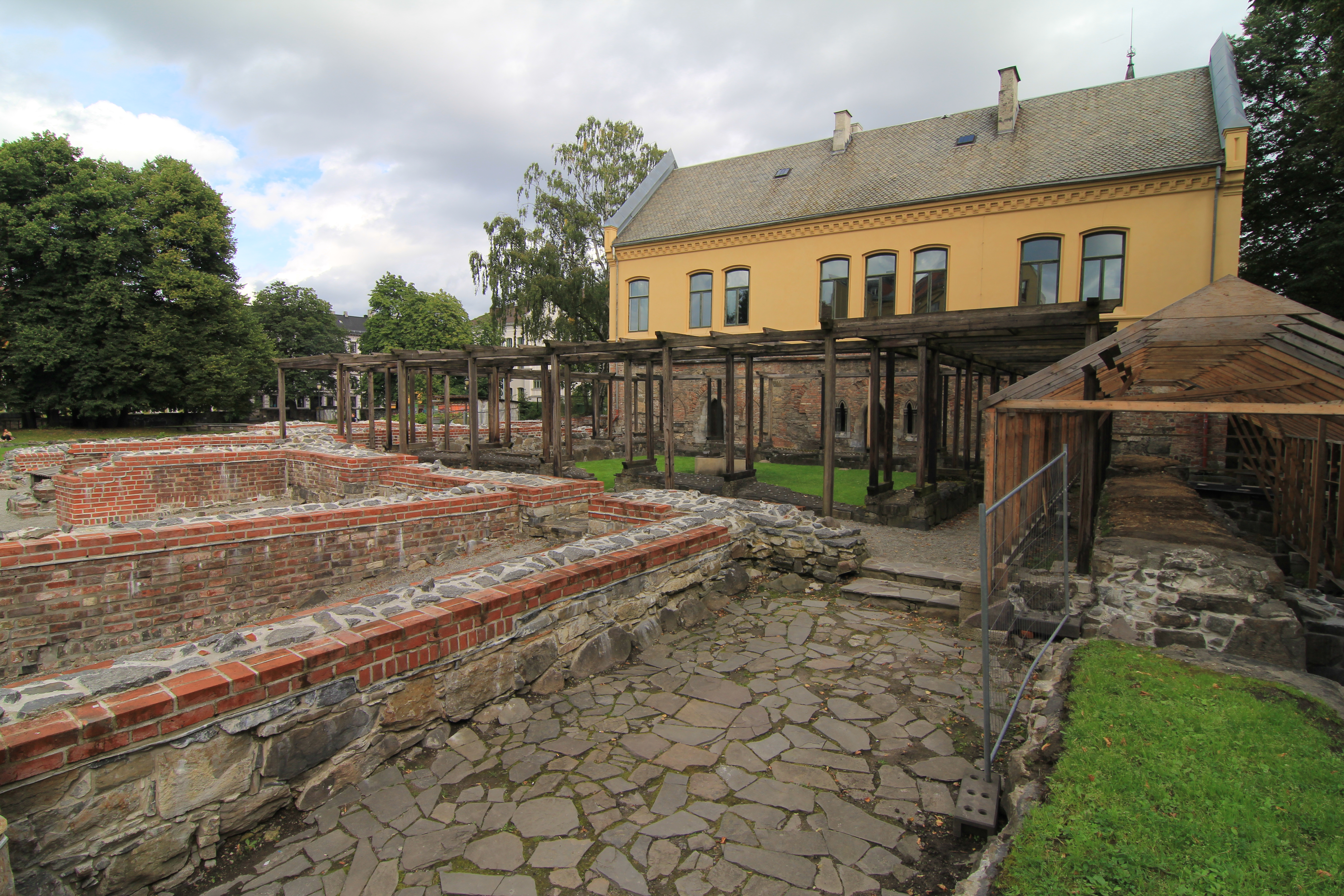
Klostergården
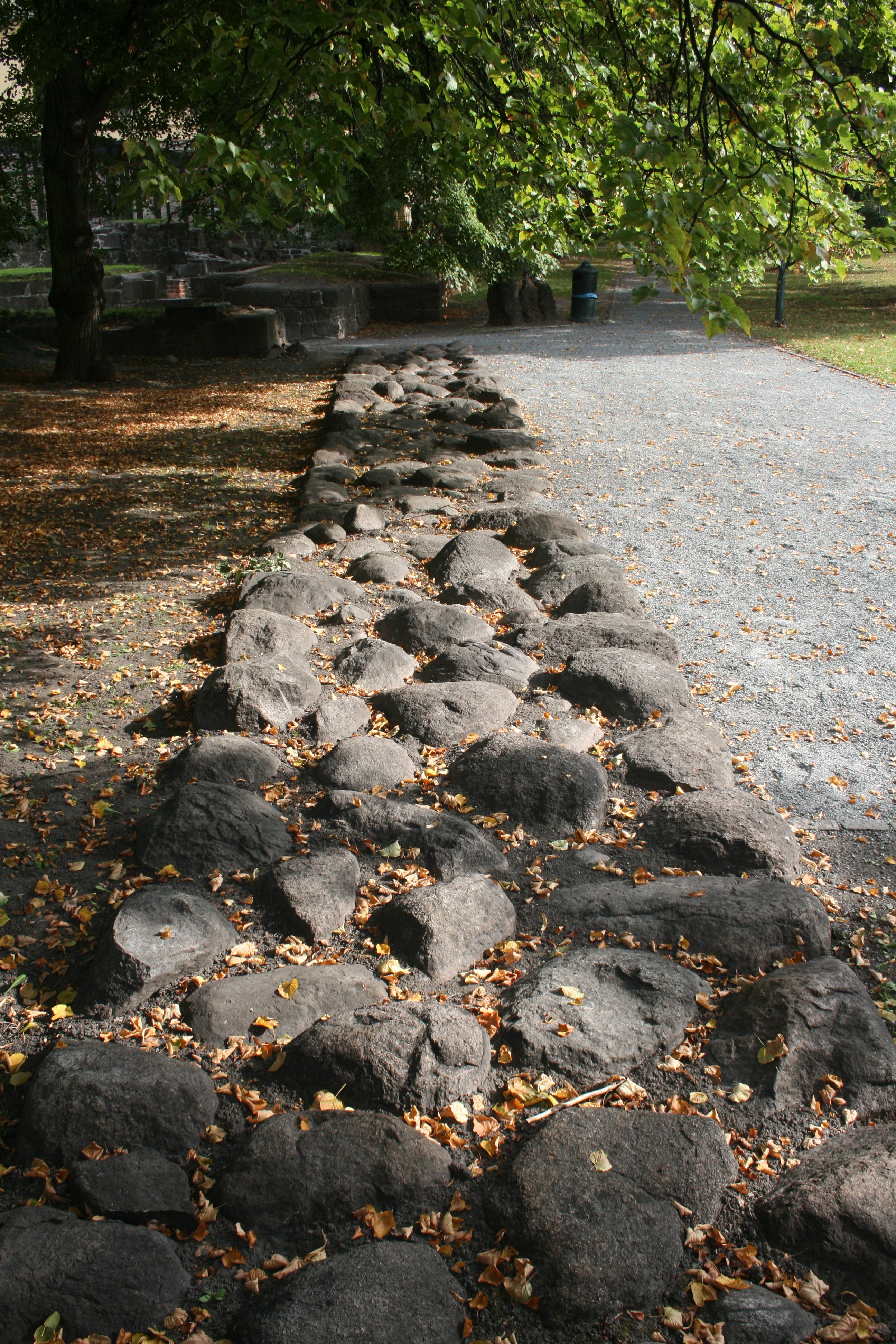
Detalj av parkmur mot ruinen
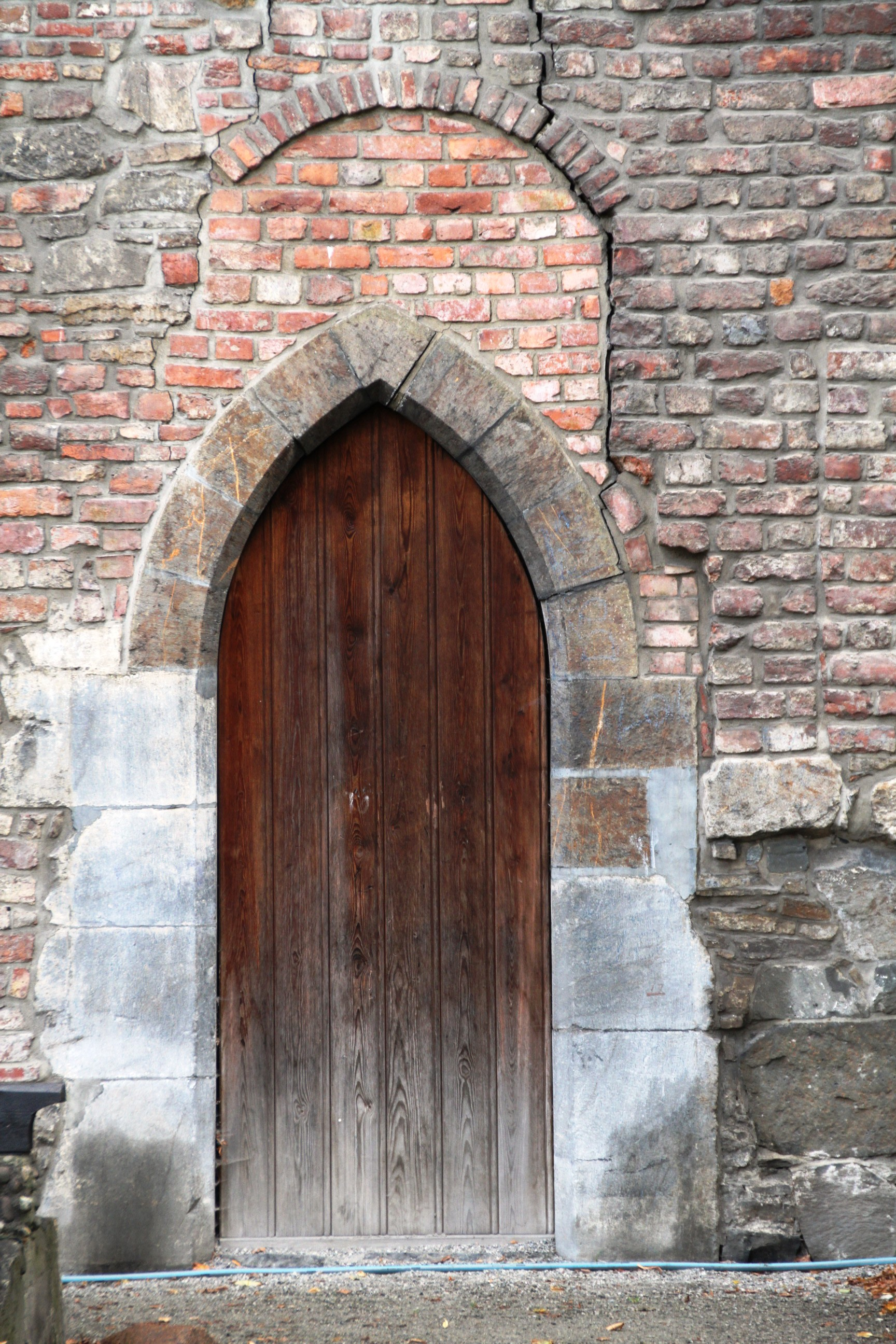
Dörr till en av salarna
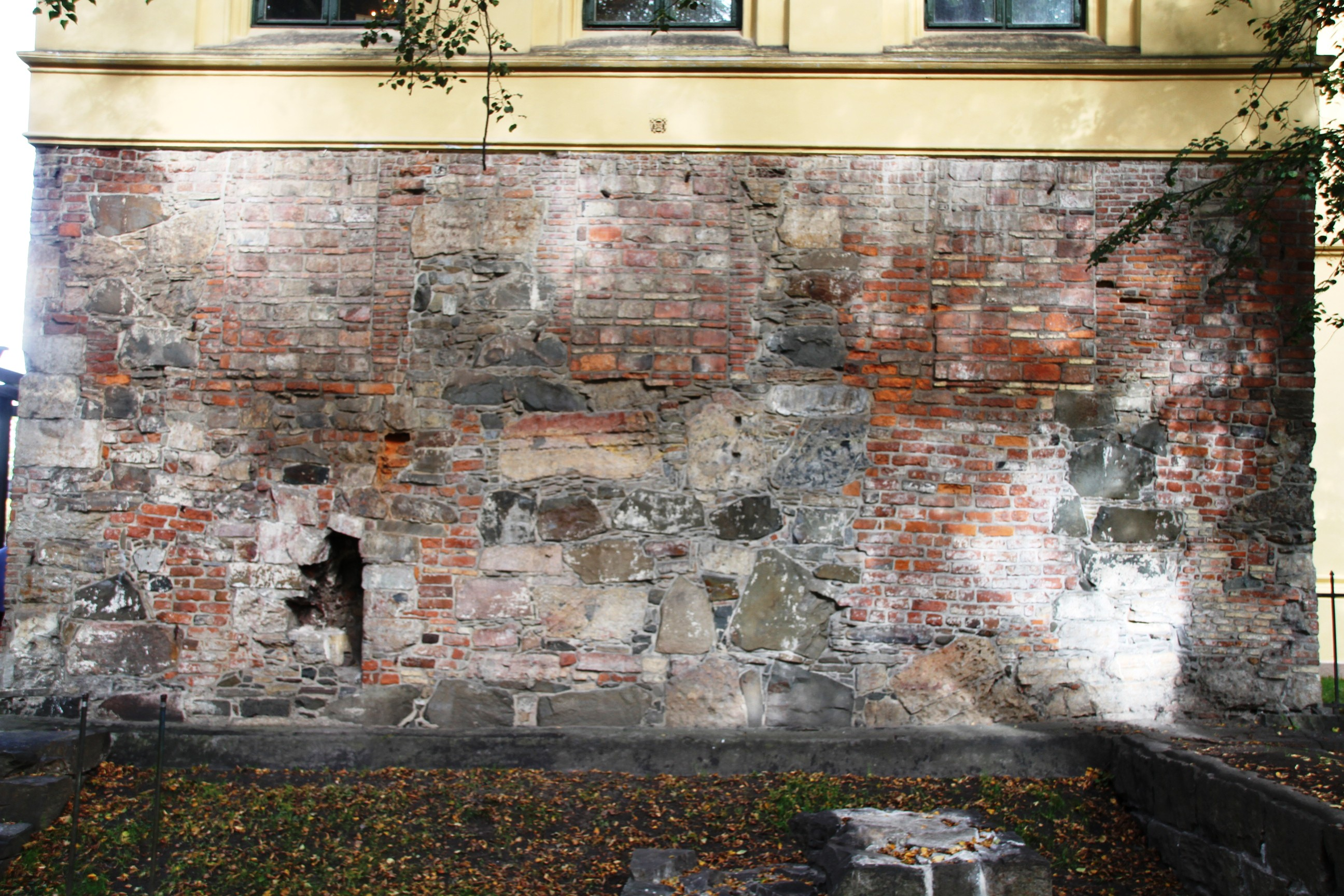
Del av källarväggen
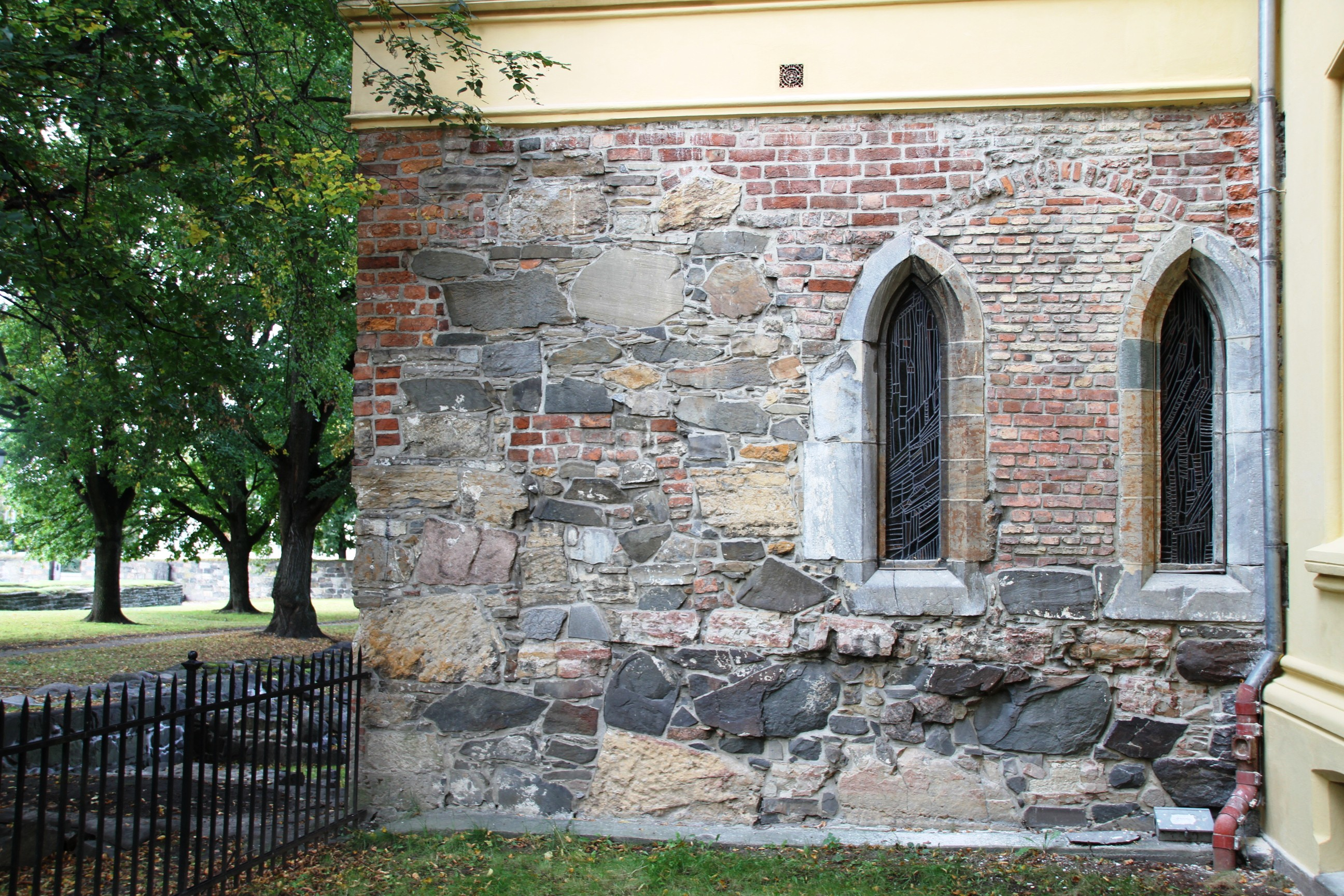
Del av källarväggen